# Modiga mindre män
Pour plus de détails, voir Fiche technique et Distribution.
Modiga mindre män (littéralement « les braves petits hommes ») est un film pour enfants suédois réalisé par Leif Krantz et présenté en 1965. Le film a reçu le Grand prix jury lors de la Mostra de Venise 1965.

## Synopsis
De jeunes enfants vivent des aventures dans un monde fantastique.

## Fiche technique
- Titre : Modiga mindre män
- Réalisateur : Leif Krantz
- Scénario : Leif Krantz
- Photographie : Kalle Bergholm (sv)
- Musique : Charles Redland
- Producteur : Olle Nordemar
- Sociétés de production : Artfilm
- Pays d'origine : Suède
- Date de sortie :
  - Mostra de Venise 1965 : septembre 1965
  - Suède : 13 octobre 1968
- Langue : suédois
- Format: noir & blanc - 35 mm - stéréo
- Genre : film pour enfants
- Durée : 85 minutes

## Distribution
- Roland Grönros (sv) : Jocke Johansson
- Gunnar Ahlström (sv) : Ficke Johansson
- Ulla Melin : la mère
- Ulla Carle : Bitte/la fille du maharajah
- Ulf G. Johnsson : l'espion/le monstre/un gangster
- Tomás Böhm : l'agent/le conseiller/la maharadjah
- Inger Isacson: Ann
- Marika Lagercrantz : Soffi
- Eddie Axberg (sv) : la garçon télégraphiste
- Bo Johan Hultman : un gangster
- Stig Björkman : le pilote
- Carin Ygberg (sv) : l'hôtesse de l'air